# جرذان النفق (فلم)
جرذان النفق (بالإنجليزية: Tunnel Rats) هو فيلم أكشن ودراما وحرب تم انتاجه في ألمانيا وكندا و صدر سنة 2008 بطولة مايكل باري وويلسون بيثيل.

## القصة
خلال الحرب بين أمريكا وفيتنام ترسل القوات الأمريكية المسلحة وحدة لقتل مجموعة من الجنود الفيتناميين المتواجدين في الأنفاق الغير محصورة العدد في غابات فيتنام.

## الميزانية والإيرادات
كعادة أغلب أفلام ياو بول فشل الفيلم بعدما كلف انتاجه 8 مليون دولار و حقق 35,402 دولار فقط.

## روابط خارجية
- مقالات تستعمل روابط فنية بلا صلة مع ويكي بيانات